# کامرون گیل
کامرون گیل (انگلیسی: Cameron Gayle; ۲۲ نوامبر ۱۹۹۲ – ۱٫۸۰ متر (۵ فوت ۱۱ اینچ)) بازیکن فوتبال اهل بریتانیا بود.
از باشگاه‌هایی که در آن بازی کرده‌است می‌توان به باشگاه فوتبال وست برومویچ آلبیون، باشگاه فوتبال کمبریج یونایتد، باشگاه فوتبال آکسفورد یونایتد، و باشگاه فوتبال شروزبری تاون اشاره کرد.